# Cunizza
Cunizza is een geslacht in de orde van de Lepidoptera (vlinders) familie van de Pieridae (Witjes).
Cunizza werd in 1900 beschreven door Grote.

## Soort
Cunizza omvat de volgende soort:
- Cunizza hirlanda - (Stoll, 1790)